# 5e Régiment du génie de combat
Le 5e Régiment du génie de combat (5RGC) (anglais: 5 Combat Engineer Regiment (5 CER)) est une unité régulière d'ingénieurs de combat des Forces canadiennes stationnée sur la base des Forces canadiennes Valcartier au Québec. Le 5e RGC est le seul régiment du génie de combat canadien opérant en français. La mission du 5e RGC est de fournir l’appui du génie de combat à la formation ou la force opérationnelle générée par le 5e Groupe-brigade mécanisé du Canada.
Organisé en cinq escadrons, il offre un soutien polyvalent, couvrant toutes les spécialités du génie militaire. Le 5 RGC compte deux escadrons du génie de campagne et un escadron du génie léger. L'escadron de soutien gère les tâches d'équipement lourd telles que les composantes de pont et les systèmes de purification d'eau par osmose inverse, ainsi qu'une section de plongeurs de combat et une troupe de neutralisation des explosifs et munitions. L'escadron d'administration coordonne la logistique et commande le régiment.
- 51e Escadron du Génie de campagne
- 52e Escadron de Génie de campagne
- 53e Escadron de Génie de campagne
- 55e Escadron d'appui
- 58e Escadron de Commandement et Service

## Historique
L'unité voit le jour sous l'appellation du 5e Escadron du génie du Canada le 1er juillet 1968. Son premier commandant est le Major R.G. Bryan, et il a sous ses ordres un effectif de 38 personnes. Les grandes tâches de cette époque seront la construction du pont Cadieux et la route du même nom ainsi que le début de la construction du pont Bouchard. En 1970, alors qu'elle est commandée par le Major P.E. Corbeil, l'unité s'affaire à développer le secteur d'entraînement de la base de Valcartier. Entre les années 1970 et 1975, l’Escadron participe à la construction de pistes d’atterrissage dans le Nord canadien, notamment à Pond Inlet et à Cape Dorset. En 1975, il est rebaptisé le « 5e Escadron du génie de campagne ». Le Régiment reçoit finalement l’appellation de « 5e Régiment du génie » en 1977.

## Bâtiments
Sous le commandement du Major Corbeil, le 4 décembre 1971, l'unité inaugure sa nouvelle demeure, l'édifice 323.
En 2018 sous le Lieutenant-Colonel S. Neveu, CD, la construction d'une nouvelle bâtisse pour remplacer l'édifice vieillissant débute. Le projet se termine en janvier 2021 sous le commandement du Lieutenant-Colonel J. Patry, CD et le régiment déménage officiellement dans ses nouveaux locaux dans l'édifice 294. À l'été 2021 le bâtiment 323 est officiellement démoli.

## Opérations et Déploiements

### National
Au niveau national, le régiment participe aux Opérations GLACE INFINIE à Drummondville en 1991, Opération SAGUENAY au Saguenay-Lac-Saint-Jean lors du déluge de 1996, Opération RECUPERATION pendant la crise du verglas de 1998 à Montréal et en Montérégie et PERSISTANCE en Nouvelle-Écosse. De plus, le régiment a été impliqué sur la plupart des Opérations Lentus sur le territoire de la 2e Division du Canada y compris les inondations de 2011, 2017 et 2019.

### International
Le premier déploiement hors Canada survient dans le cadre de l’Opération GREYBEARD de mars à juillet 1983 à Chypre. Le Régiment déploiera des troupes de nouveau à Chypre en octobre 1987 en support au 5e Régiment d’artillerie légère du Canada. Le 5e RGC participa aux opérations: RECORD au Koweït en 1991, CAVALIER en ex-Yougoslavie entre 1992 et 1995, HARMONY en Croatie en 1993 et 1995, ALLIANCE en Bosnie en 1996, STABLE en Haïti en 1996, PALLADIUM ROTO 5, 9, 10 et 14 en Bosnie de 1998 à 2003, PRUDENCE en République centrafricaine en 1999, TORRENT en Turquie en 1999, TOUCAN au Timor Oriental en 1999 et HESTIA à Haïti en 2010 à la suite du séisme.Des sapeurs et ingénieurs de l'unité ont aussi participé à l'Opération IMPACT comme instructeurs et aviseurs génie pour entrainer les forces armées irakiennes entre 2018 à 2022.
Le 5 RGC a aussi été grandement impliqué avec en Afghanistan entre autres sur Opération ATHENA en 2003, 2007 et 2009 lors de la participation canadienne à la Force internationale d'assistance et de sécurité.
Depuis 2014, le Canada a fourni à l’Ukraine avec l'Opération UNIFIER sur laquelle des membres du régiment ont été impliqués. En 2021, le Commandant du 5e Régiment du génie de combat, le Lieutenant-Colonel L. Gilbert, CD, assume le commandement de l'Opération UNIFIER pour la rotation 11. Celle-ci doit être écourté à cause de l'invasion de l'Ukraine par la Russie.
Des membres du 5 RGC prennent part à l’opération REASSURANCE en Lettonie. Ils se trouvent là dans le cadre des mesures d’assurance et de dissuasion de l’OTAN. Ces mesures visent à renforcer la défense collective de l’OTAN. Dans le cadre de cette opération, les Forces armées canadienne effectuent de l’instruction, des exercices, et des tâches propres à l’OTAN.